# 창세기의 암석

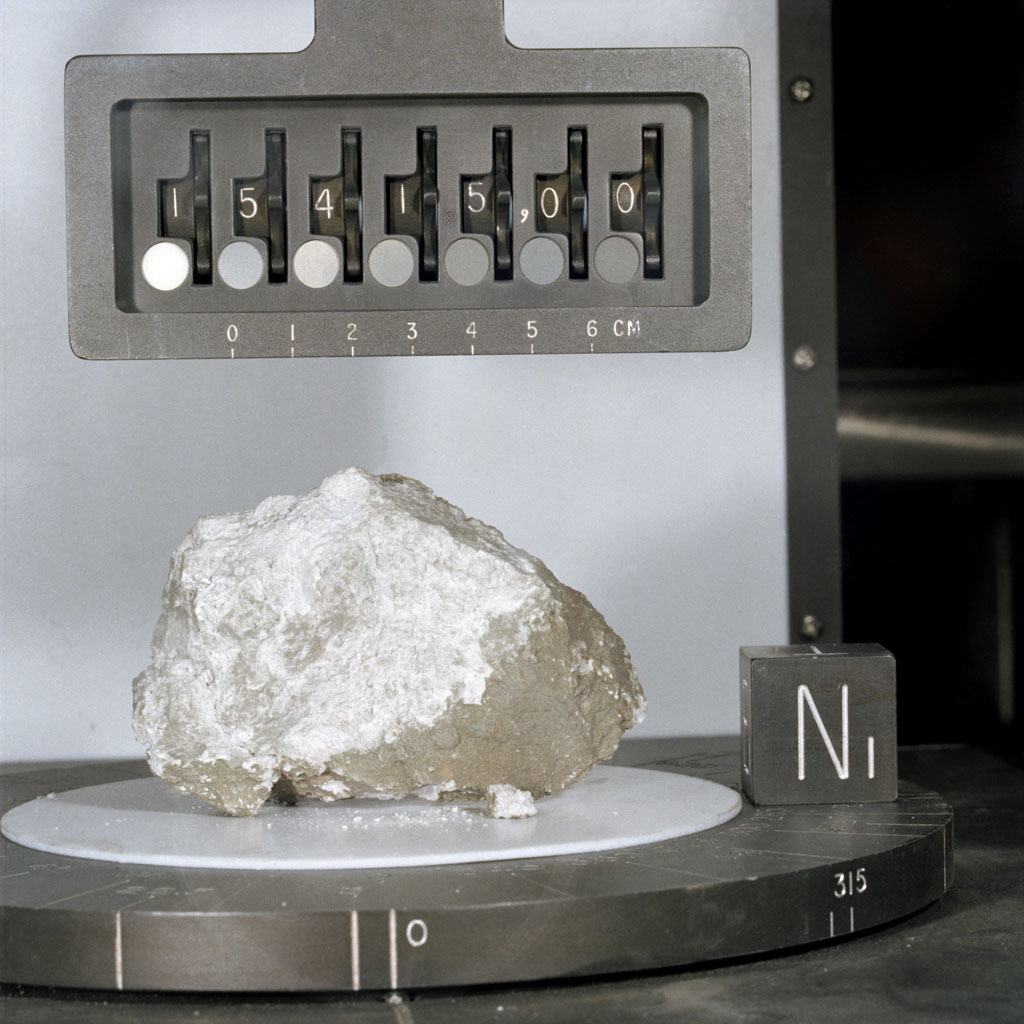
창세기의 암석

창세기의 암석, 창세기 암석 또는 제네시스 록(Genesis Rock, 샘플 15415)은 1971년 아폴로 15호 우주비행사 제임스 어윈(James Irwin)과 데이비드 스콧(David Scott)이 두 번째 달 EVA 동안 지구의 달에 있는 스퍼(Spur) 분화구에서 회수한 월석 샘플이다. 질량은 270 그램 (4,200 그레인) 정도이다. 현재 텍사스주 휴스턴에 있는 달 샘플 실험실 시설에 보관되어 있다.

## 암석
창세기의 암석에 대한 화학적 분석에 따르면 이 암석은 주로 거석암으로 알려진 일종의 사장석 장석으로 구성된 회장석이다. 암석은 적어도 40억 년 전, 태양계 초기 단계에 형성되었다.
원래 달의 원시 지각 조각을 발견한 것으로 생각되었으나, 나중에 분석한 결과 처음에는 그 암석의 나이가 달 자체보다 어린 41억 ± 1억년에 불과하고 달의 지각이 이미 굳어진 후에 형성된 것으로 나타났다. 연구에 따르면 창세기 암석은 달에서 발견된 가장 오래된 샘플이 아니며, 샘플 14321(아폴로 14호 임무 중 회수됨)이 이를 능가하는 것으로 나타났다. 이것은 달의 역사 중 선넥타리안 기 이전 시대에 형성된 매우 오래된 표본이다. 다른 달의 거식암 샘플에서 나온 휘석의 연대 측정을 통해 사마륨-네오디뮴 결정화 연대는 44억 6천만 년으로 나타났다. 다른 연구 방법은 암석의 나이를 40억~50억 년 사이로 추정한다.